# Kobe Hernandez-Foster
Pour les articles homonymes, voir Hernandez et Foster.
Kobe Hernandez-Foster est un joueur américain de soccer né le 26 juin 2002 à Los Angeles. Il joue au poste de milieu à Detroit City.

## Biographie

### En sélection
Hernandez-Foster est né aux États-Unis d'un père hondurien et d'une mère guatémaltèque.
Avec les moins de 17 ans, il participe au championnat de la CONCACAF des moins de 17 ans en 2019. Les joueurs américains s'inclinent en finale face au Mexique.

## Palmarès
- Finaliste du championnat de la CONCACAF des moins de 17 ans en 2019 avec l'équipe des États-Unis des moins de 17 ans